# Vatra Moldoviței
Vatra Moldoviței è un comune della Romania di 4 608 abitanti, ubicato nel distretto di Suceava, nella regione storica della Bucovina. 
Il comune è formato dall'unione di 3 villaggi: Ciumârna, Paltinu, Vatra Moldoviței.
A Vatra Moldoviței è ubicato il monastero di Moldovița la cui chiesa, dedicata all'Annunciazione, costruita nel 1532, è inserita tra i Patrimoni dell'umanità dell'UNESCO quale parte del complesso delle Chiese della Moldavia.

## Immagini della Chiesa dell'Annunciazione

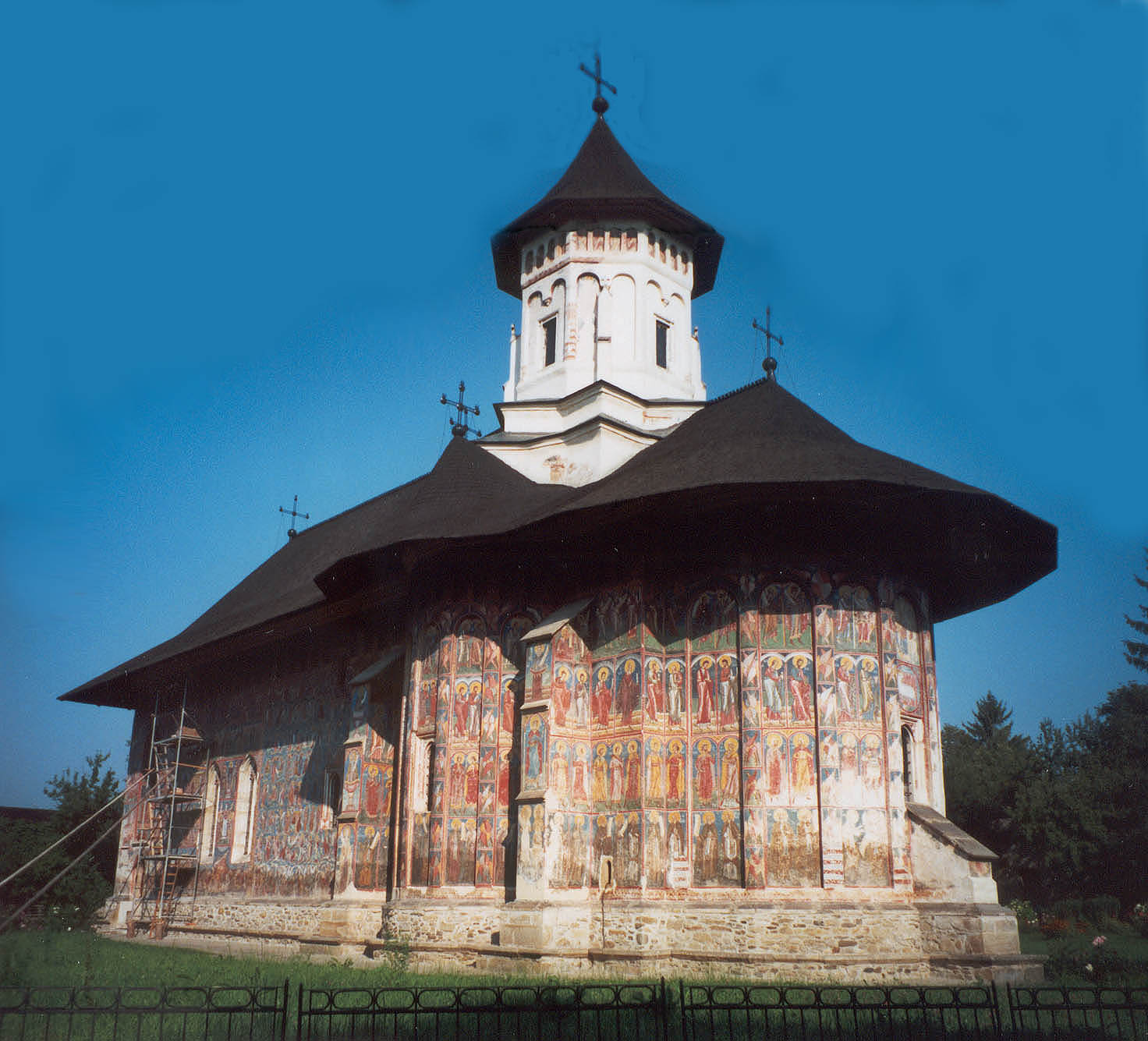
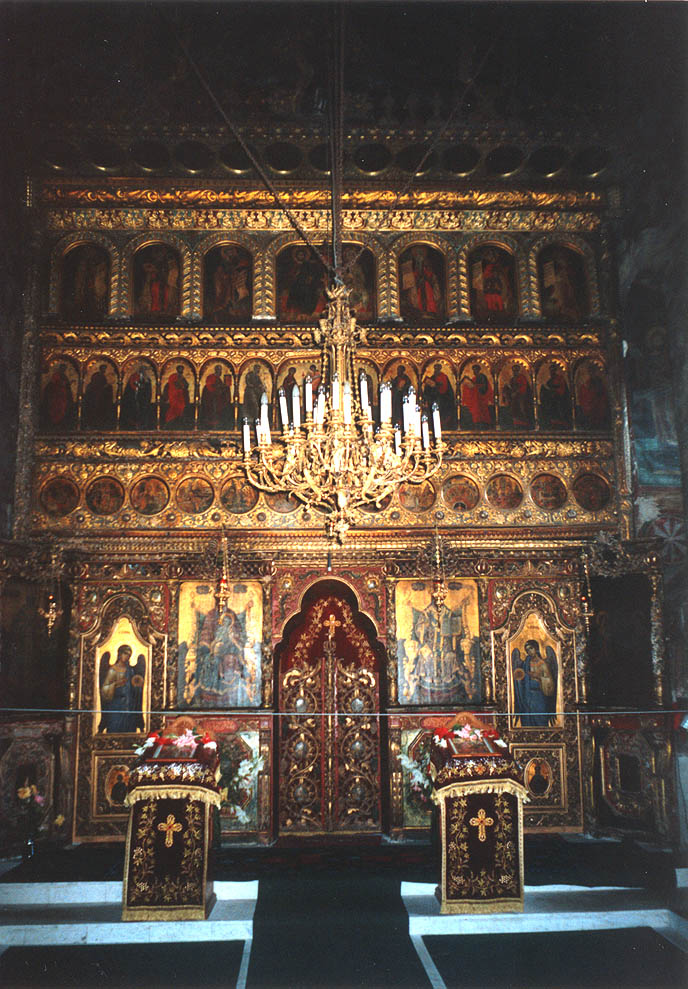
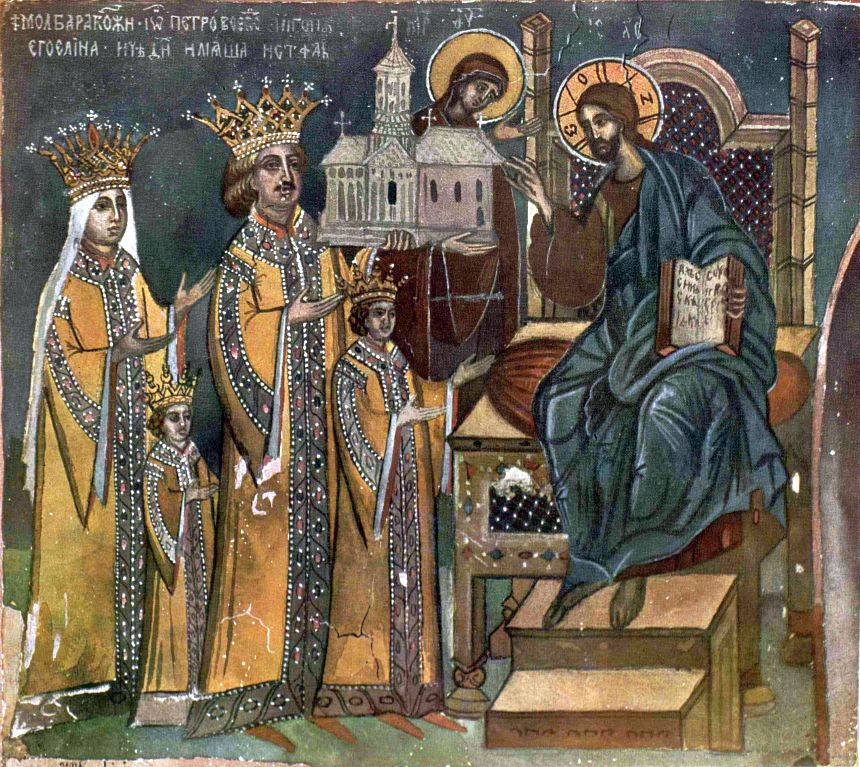